# Латиповка
Лати́повка (рос. Латыповка, башк. Латип) — присілок у складі Стерлітамацького району Башкортостану, Росія. Входить до складу Максимовської сільської ради.
Населення — 57 осіб (2010; 63 в 2002).
Національний склад:
- татари — 87%

## Видатні уродженці
- Смакова Асія Вафірівна — Народна артистка Республіки Башкортостан.